# Partido Conservador Popular (Argentina)
El Partido Conservador Popular (PCP) es un partido político argentino fundado en 1958.

## Acción política
Luego del golpe militar de 1955 que dio origen a la llamada Revolución Libertadora el Partido Demócrata se disolvió debido al enfrentamiento entre los sectores abstensionistas y concurrencistas del partido, y las fuerzas conservadoras se reagruparon en múltiples partidos políticos: uno de ellos fue el Partido Demócrata Conservador Popular, fundado el 23 de febrero de 1958 por Vicente Solano Lima, y acompañado por otros dirigentes del sector concurrencista del Partido Demócrata como Eduardo Paz, Fernando Miranda Gallino, Julio Aurelio Amoedo, Dardo Ibáñez Bustos, Santiago Sánchez Elía, Manuel Beccar Varela, Omar Lima Quintana, Avelino Quirno Lavalle, y otros.
Lima había sido diputado provincial en la década de 1920-1930 por el Partido Conservador de la Provincia de Buenos Aires, diputado nacional y Ministro de Gobierno de la Provincia de Buenos Aires en la década 1930-1940 por la Concordancia, y candidato a Vicepresidente de la Nación por el Partido Demócrata en 1951. Se había destacado por una especial preocupación por las cuestiones sociales y laborales que le valió el mote de "ministro rojo".
El PCP mantuvo en 1958 una posición de acercamiento al peronismo, llevando adelante un programa que cuestionaba la legitimidad de la Convención Constituyente de 1957, y proponía llamar a una nueva Convención Constituyente sin proscripciones que convocara a elecciones libres.
En las elecciones presidenciales de 1963 el Partido Conservador Popular realizó una alianza con el ala desarrollista de la UCRI, dirigida por Arturo Frondizi y Rogelio Frigerio, y presentó la fórmula presidencial Vicente Solano Lima - Silvestre Begnis, pero resultó proscrita por los militares por Decreto Ley 4874 del 19 de junio de 1963. En esas elecciones triunfó la UCRP con la candidatura de Arturo Illia.
El 11 de noviembre de 1970, el Partido Conservador Popular, junto al Partido Justicialista , la Unión Cívica Radical del Pueblo, el Partido Demócrata Progresista, el Partido Socialista Argentino, y la UCR bloquista, firmó el histórico documento titulado La Hora del Pueblo, exigiendo al gobierno militar elecciones libres inmediatas, con respeto a las minorías. La Hora del Pueblo fue la primera oportunidad en la que peronistas y radicales actuaron juntos.  
En las elecciones presidenciales de marzo de 1973 el Partido Conservador Popular integró el FREJULI, junto al Partido Justicialista y otras fuerzas políticas, integrando Vicente Solano Lima la fórmula presidencial como Vicepresidente, acompañando a Héctor Cámpora. El FREJULI triunfó en las elecciones por el 49% de los votos y Vicente Solano Lima se transformó en Vicepresidente de la Nación, cargo al que renunció pocos meses después junto al presidente Cámpora, para permitir elecciones sin proscripciones. Durante el tercer mandato del Presidente Juan D. Perón Vicente Solano Lima se desempeñó como Secretario General de la Presidencia. Además el FREJULI consiguió dos senadores (Alberto Fonrouge y Eduardo Paz) y tres diputados nacionales (José Luis Lazzarini, Hugo Ramón Lima y Arnoldo M. Beherán). En 1975 también ingreso a la Cámara de Diputados, Ethel Díaz, por lo tanto la representación del PCP aumentaba a los cuatro diputados. 

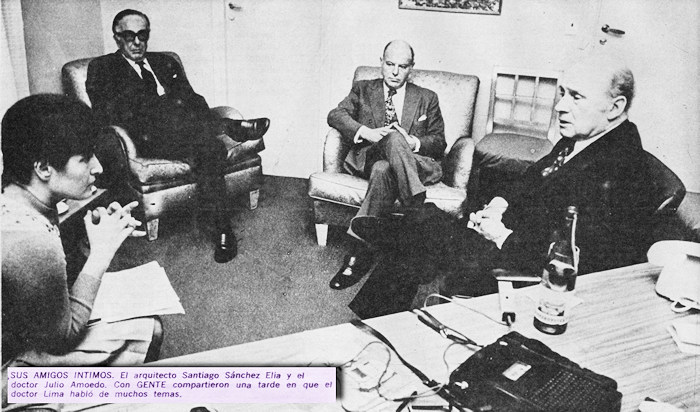
Vicente Solano Lima, Julio Amoedo y Santiago Sánchez Elía en 1973.

En septiembre de 1974, el PCP sufrió una división interna luego de la disputa entre dos facciones lideradas por los senadores Eduardo Paz y Alberto Fonrouge. El sector de Paz buscaba mantener una línea de apoyo crítico al gobierno peronista mientras que el de Fonrouge deseaba profundizar la integración dentro del mismo. Finalmente, el sector de Fonrouge se separó del partido y fundó un nuevo partido, llamado Acción Frentista. 
En 2003 el PCP integró el Frente por la Lealtad, apoyando la candidatura de Carlos Menem. 
En 2007 y 2011 integró el Frente para la Victoria, junto con el Partido Justicialista y otras fuerzas políticas, obteniendo el triunfo en las elecciones presidenciales de Cristina Fernández de Kirchner.

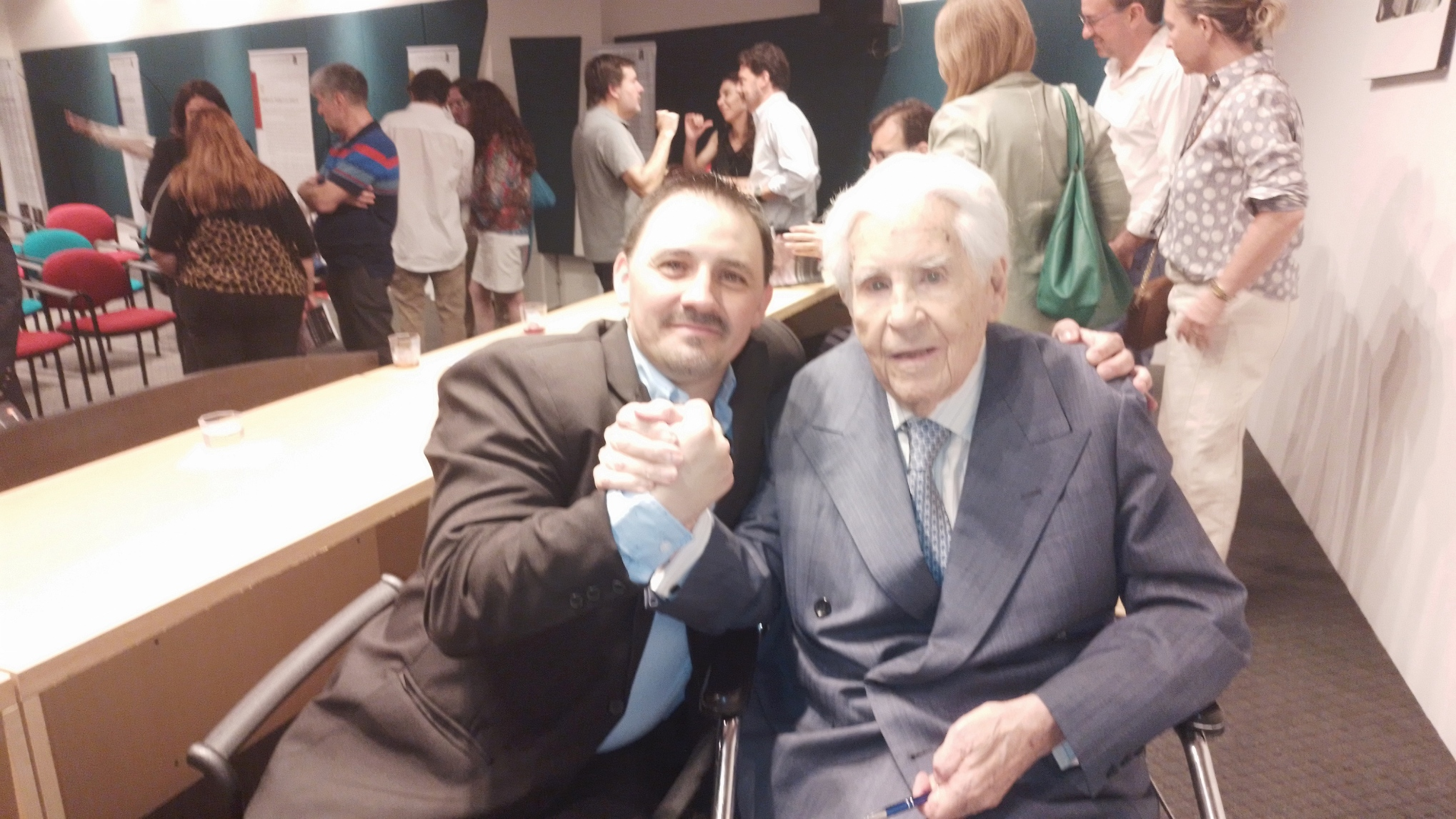
Lucas A. López junto a Don Marco Aurelio Michelli (94 años, máximo referente del PCP)

Para las elecciones presidenciales de 2015 decidió integrar la alianza Cambiemos, junto a la Unión Cívica Radical, Propuesta Republicana, la Coalición Cívica ARI y el Partido Demócrata Progresista, entre otros.
Para las elecciones del año 2019, el Partido Conservador Popular decidió volver a las bases de su ideología al integrarse al Frente NOS de Juan José Gómez Centurión.

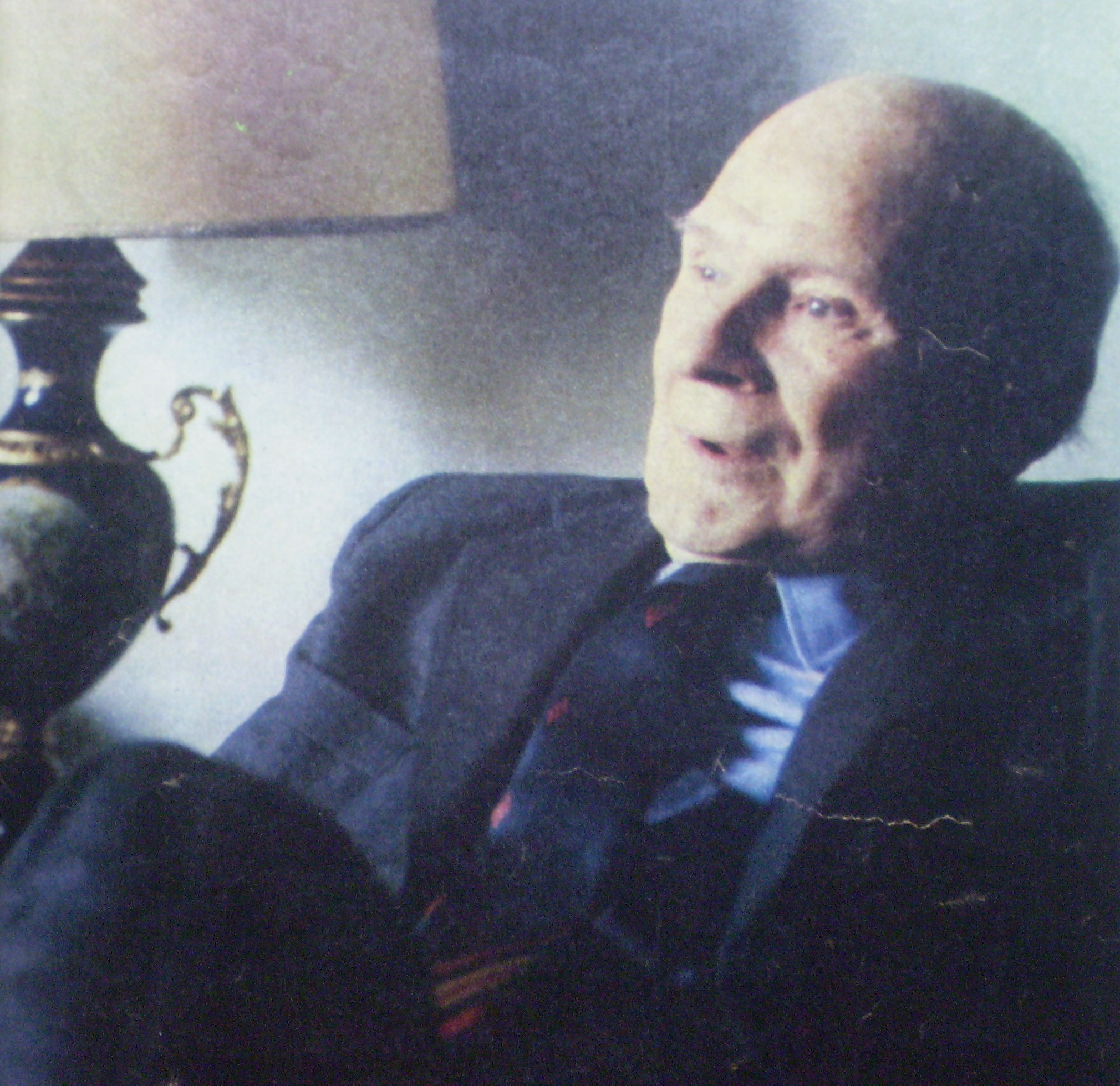
Vicente Solano Lima, vicepresidente electo de la República Argentina. Fundador del PCP

Para las elecciones del año 2023 decidió integrarse a nivel Nacional a la agrupación Unión por la Patria la cual llevaba como candidato a presidente a Sergio Massa.

## Distritos
| Distritos              | Presidente                   | Coalición distrital  | Personería jurídica | Afiliados |
| ---------------------- | ---------------------------- | -------------------- | ------------------- | --------- |
| Buenos Aires           | Marco Aurelio Michelli       | Unión por la Patria  | Definitiva          | 6925      |
| Ciudad de Buenos Aires | Julio Daniel ARIAS           | Unión por la Patria  | Definitiva          | 23659     |
| Córdoba                | Marcos Qevedo Federico ACUÑA | Sin coalición        | En trámite          | 24590     |
| Corrientes             | Nestor Frette "COCO"         | Juntos por el Cambio | Definitiva          | 3372      |
| Entre Ríos             | Liliana Salinas              | Sin coalición        | Definitiva          | 3942      |
| Salta                  | Susana Amalia Trogliero      | Unidos por Salta     | Definitiva          | 3867      |
| San Juan               | María Beatriz Ferreiro       | Unión por la Patria  | Definitiva          | 2883      |
| Santa Fe               | Rubén Ciconi Fabián Paolini  | Sin coalición        | En trámite          | 3601      |
| Mendoza                | Jesica Judith Balmaceda      | Sin coalición        | En trámite          | 2500      |
| Santiago del Estero    | César Adrián Moreno          | Sin coalición        | En trámite          | 1800      |
| Misiones               |                              | Sin coalición        | En trámite          | 1800      |
|                        |                              |                      |                     |           |
| Total                  |                              |                      |                     | 25120     |

## Resultados electorales

### Elecciones presidenciales
|  | 0,61 % |

|  | 49.56 % |

|  | 61.85 % |

|  | 49.94 % |

|  | 38,28 % |

|  | 24.45 % |

|  | 45.29 % |

|  | 54.11 % |

|  | 51.34 % |

|  | 1.71 % |

|  | 44.35 % |

### Elecciones al congreso
| Año  | Votos                       | %                     | Diputados      | Senadores      | Nota |
| ---- | --------------------------- | --------------------- | -------------- | -------------- | --- |
| 1960 | 847.210                     | 12,87%                | 0/192          |                | Federación Nacional de Partidos de Centro |
| 1961 | Sin datos                   | Sin datos             |                | 0/46           | |
| 1962 | 43.027                      | 0,49%                 | 0/192          |                | Federación Nacional de Partidos de Centro |
| 1963 | No se presentó              | No se presentó        | No se presentó | No se presentó | No se presentó |
| 1965 | 68.126                      | 0,76%                 | 6/192          |                | Federación Nacional de Partidos de Centro |
| 1966 | Sin datos                   | Sin datos             |                | 0/46           | |
| 1973 | 5.899.543                   | 49,53%                | 3/243          | 2/69           | Frente Justicialista de Liberación |
| 1983 | Sin datos                   | Sin datos             | 0/254          | 1/46           | Sin alianza en Tierra del Fuego |
| 1985 | No se presentó              | No se presentó        | No se presentó | No se presentó | No se presentó |
| 1986 | Sin datos                   | Sin datos             |                | 1/46           | |
| 1987 | 2.802                       | 0,02%                 | 0/254          |                | Sin alianza en Ciudad de Buenos Aires |
| 1989 | No se presentó              | No se presentó        | No se presentó | 1/46           | Mandato del senador elegido en 1983 finalizó en 1992. |
| 1991 | 3.655.049                   | 23,24%                | 1/257          |                | Dip. Marco Aurelio Michelli (Provincia de Buenos Aires) Frente Justicialista en PBA, Misiones, Salta, San Juan, San Luis y Santa Fe Movimiento de Afirmación Popular (PCyB-PCP-PD) en Catamarca Frente de la Corriente Renovadora (CR-UCeDé-PCP-PDC-MID-PI) en Santiago del Estero |
| 1992 | Sin datos                   | Sin datos             |                | 0/48           | |
| 1993 | 3.617.144                   | 22,11%                | 1/257          |                | Frente Justicialista en PBA, Misiones, Salta, San Luis y Santiago del Estero Frente de la Esperanza (PCP-AS-PSR) en San Juan |
| 1995 | 3.784.142                   | 22,32%                | 0/257          | 0/72           | Frente Justicialista en Provincia de Buenos Aires, Catamarca, Jujuy, San Juan y San Luis Frente de Recuperación Ética (PCP-MLP) en Ciudad de Buenos Aires Frente Centrista (PCP-PA-FE) en Santa Fe                                                                                 |
| 1997 | 3.618.676                   | 20,98%                | 0/257          |                | Frente Justicialista en PBA, Catamarca, Jujuy, Misiones, San Juan y San Luis Alianza para el Trabajo, la Justicia y la Educación en Salta Frente de la Victoria en Formosa |
| 1998 | Sin datos                   | Sin datos             |                | 0/72           | |
| 1999 | 3.397.333                   | 18,35%                | 0/257          |                | Frente Justicialista en Provincia de Buenos Aires, Jujuy, San Juan y San Luis Alianza para el Trabajo, la Justicia y la Educación en Salta Frente de la Unidad en Formosa Frente para el Cambio en Misiones Sin alianza en Corrientes y Santa Fe                                   |
| 2001 | 912.007 (D) 912.055 (S)     | 6,38% (D) 6,27% (S)   | 0/257          | 0/72           | Frente Renovador Popular (PCP-PRPBA) en Provincia de Buenos Aires Frente Justicialista en Jujuy, San Luis y Santa Fe Unidos por San Juan (PJ-PCP-AS-PSR) Frente de la Unidad en Formosa Frente para el Cambio en Misiones                                                          |
| 2003 | 612.388 (D) 18.454 (S)      | 3,89% (D) 0,40% (S)   | 0/257          | 0/72           | Frente Justicialista en Misiones y Salta Frente para la Victoria en San Juan Frente de la Unidad en Formosa Frente Proyecto Corrientes (PAC-PDP-PCP) Círculo de Integración Republicana en Santa Fe Sin alianza en Jujuy                                                           |
| 2005 | 1.440.017 (D) 1.006.689 (S) | 8,35% (D) 12,19% (S)  | 0/257          | 0/72           | Alianza Propuesta Republicana en Provincia de Buenos Aires Frente para la Victoria en Formosa, Jujuy, Misiones, San Juan y Santa Fe Frente Unidos por Corrientes (PaNu-PLC-PAC-PCP) Sin alianza en Salta                                                                           |
| 2007 | 3.744.174 (D) 224.696 (S)   | 20,70% (D) 5,28% (S)  | 0/257          | 0/72           | Frente para la Victoria en Provincia de Buenos Aires, Formosa, Jujuy, Salta y San Juan Frente Primero Corrientes (PDP-PCP) Alianza con Frente de los Jubilados en Santa Fe |
| 2009 | 3.652.718 (D) 731.058 (S)   | 18,91% (D) 12,21% (S) | 0/257          | 0/72           | Frente para la Victoria en Provincia de Buenos Aires, Formosa, Jujuy y San Juan Frente Federal (PCP-MPS) en Salta Santa Fe Federal (PCP-PDC-MID) Encuentro por Corrientes |
| 2011 | 5.042.375 (D) 5.034.315 (S) | 24,51% (D)            | 0/257          | 0/72           | Frente para la Victoria en Provincia de Buenos Aires, Formosa y San Juan Frente Salteño (PRO-SST-PCP-MID) en Salta |
| 2013 | 4.132.002 (D) 154.619 (S)   | 18,27% (D)            | 1/257          | 0/72           | Dip. Guillermo Durand Cornejo (Salta) Frente para la Victoria en Provincia de Buenos Aires, Formosa, San Juan y Santa Fe Frente Popular Salteño (PRO-PCP) en Salta Encuentro por Corrientes                                                                                        |
| 2015 | 3.590.401 (D) 186.462 (S)   | 15,40% (D)            | 1/257          | 0/72           | Cambiemos en Provincia de Buenos Aires, Corrientes y Salta Frente para la Victoria en San Juan |
| 2017 | 4.718.566 (D) 4.140.029 (S) | 19,20% (D) 34,90% (S) | 0/257          | 0/72           | Cambiemos en Provincia de Buenos Aires, Corrientes y Salta Espacio Grande (CF-PCP-UpL) en Santa Fe Frente Todos en San Juan |
| 2019 | 312.511 (D) 22.305 (S)      | 1,22% (D) 0,40% (S)   | 0/257          | 0/72           | ECO + Juntos por el Cambio en Corrientes Sin alianza en Salta |
| 2021 | 647.397 (D) 367.743 (S)     | 2,78% (D) 5,17% (S)   | 0/257          | 0/72           | ECO + Vamos Corrientes Frente de Todos en San Juan Somos Futuro en Santa Fe Unidos por Salta Sin alianza en Entre Ríos |